# 東紐南 (喬治亞州)
東紐南（英語：East Newnan）是位於美國喬治亞州考維塔縣的一個人口普查指定地區。

## 地理
東紐南的座標為33°20′58″N 84°46′39″W / 33.34944°N 84.77750°W，而該地最高點為海拔高度276米（即906英尺）。

## 人口
根據2010年美國人口普查的數據，東紐南的面積為7.70平方千米，當中陸地面積為7.50平方千米，而水域面積為0.20平方千米。當地共有人口1321人，而人口密度為每平方千米171人。